# Internationale Sluitingsprijs

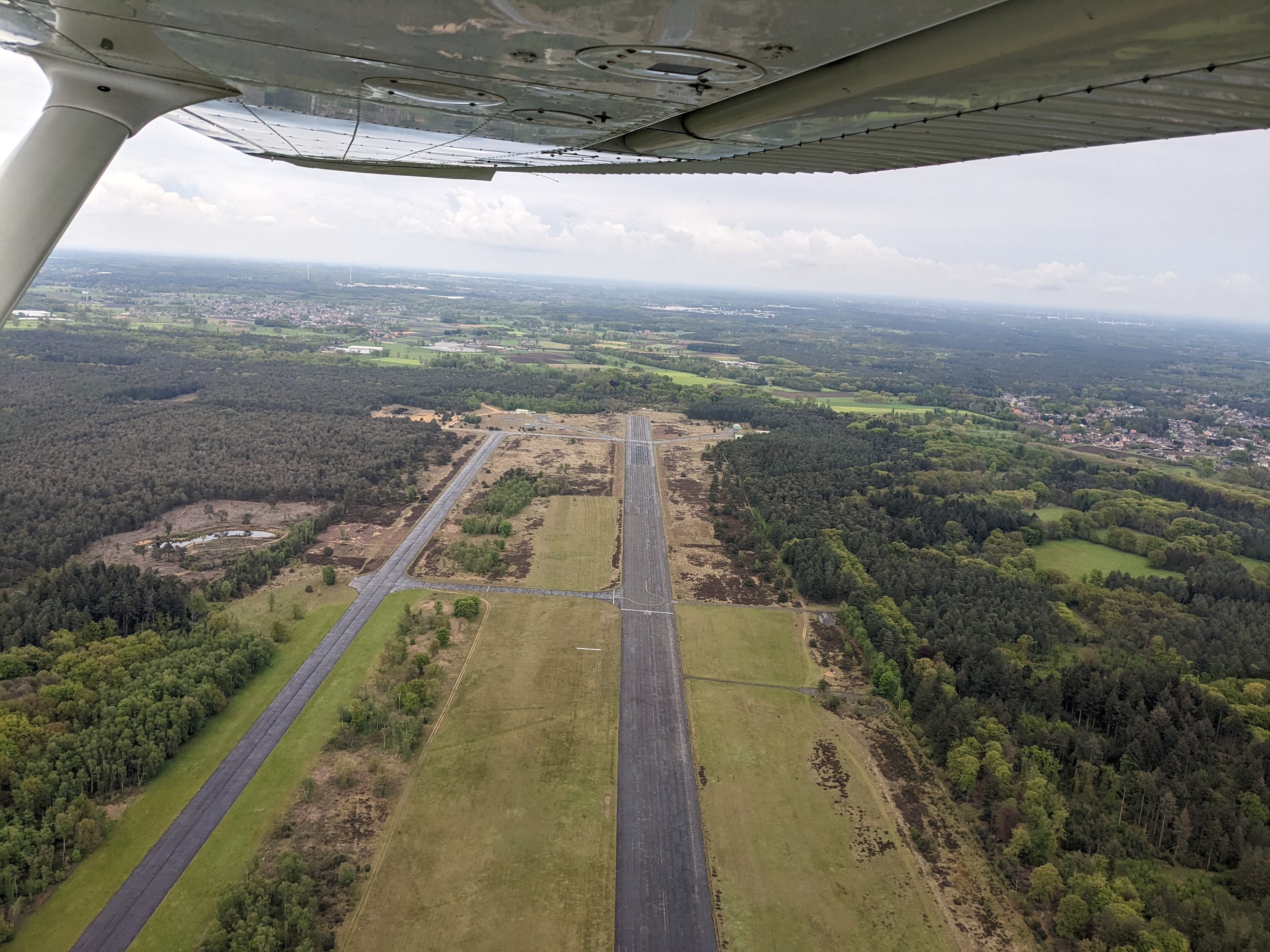
Luftbild des Flugfelds Malle; der Schauplatz des Rennens liegt vom Betrachter aus links am Ende der Rollbahn.

Der Internationale Sluitingsprijs ist ein belgisches Cyclocrossrennen in Oostmalle.

## Geschichte
Der Sluitingsprijs wird seit 1995 jeweils Ende Februar vom örtlichen Radsportverein Wielersupportersclub Oostmalle organisiert. Wie sein Name sagt, markiert dieses Rennen das Ende der belgischen Cyclocross-Saison, woran sich unmittelbar die Straßensaison mit dem Omloop Het Nieuwsblad anschließt. Der Name spielt auch auf den Nationale Sluitingsprijs an, der wiederum im Herbst, ebenfalls in der Provinz Antwerpen, die belgische Straßensaison abschließt.
Das Rennen findet am Rande des Militärflughafens in den Kempen südlich von Oostmalle statt, es ist geprägt von Wald und Sand. Ab der ersten Ausgabe gehörte das Rennen zur GvA Trofee, der es 20 Jahre lang angehörte. Seit 2015 ist es ein losse cross, also ein unabhängiges Rennen.
2010 organisierte Oostmalle zusätzlich die belgischen Meisterschaften im Januar, bei denen Sven Nys bzw. Sanne Cant siegreich waren. Diese kamen in die Schlagzeilen, da Nys’ Hauptrivale Niels Albert durch einen Zuschauer zu Fall kam und sich eine Rippe brach. Anders als ursprünglich vermutet, handelte es sich jedoch nicht um den tätlichen Angriff eines Nys-Anhängers, sondern um ein Missgeschick.
Niels Albert ist zugleich Rekordsieger bei den Männern mit sechs Erfolgen. Bei den Frauen haben Daphny van den Brand und Sanne Cant fünf Erfolge. Es gibt allerdings unterschiedliche Angaben, wann zum ersten Mal ein Rennen für Frauen im Rahmen des Sluitingsprijs abgehalten wurde, die Palmarès der Veranstalter beginnen 2004.

## Siegerliste

### Männer
- 1995:  Paul Herijgers
- 1996:  Paul Herijgers
- 1997:  Paul Herijgers
- 1998:  Arne Daelmans
- 1999:  Sven Nys
- 2000:  Arne Daelmans
- 2001:  Bart Wellens
- 2002:  Arne Daelmans
- 2003:  Ben Berden
- 2004:  Richard Groenendaal
- 2005:  Sven Nys
- 2006:  Gerben de Knegt
- 2007:  Niels Albert
- 2008:  Niels Albert
- 2009:  Sven Nys
- 2010:  Bart Wellens
- 2011:  Niels Albert
- 2012:  Niels Albert
- 2013:  Niels Albert
- 2014:  Niels Albert
- 2015:  Wout van Aert
- 2016:  Kevin Pauwels
- 2017:  Wout van Aert
- 2018:  Mathieu van der Poel
- 2019:  Kevin Pauwels
- 2020:  Laurens Sweeck
- 2021:  Laurens Sweeck
- 2022:  Laurens Sweeck
- 2023:  Laurens Sweeck
- 2024:  Niels Vandeputte
- 2025:  Joris Nieuwenhuis

### Frauen
- 2004:  Daphny van den Brand
- 2005:  Hanka Kupfernagel
- 2006:  Daphny van den Brand
- 2007:  Marianne Vos
- 2008:  Daphny van den Brand
- 2009:  Marianne Vos
- 2010:  Marianne Vos
- 2011:  Daphny van den Brand
- 2012:  Daphny van den Brand
- 2013:  Sanne Cant
- 2014:  Sanne Cant
- 2015:  Sanne Cant
- 2016:  Sanne Cant
- 2017:  Sanne Cant
- 2018:  Loes Sels
- 2019:  Annemarie Worst[4]
- 2020:  Annemarie Worst
- 2021:  Denise Betsema
- 2022:  Annemarie Worst
- 2023:  Annemarie Worst
- 2024:  Lucinda Brand
- 2025:  Lucinda Brand